# عشيقة (محبوبة)
العشيقة هي أنثى تحب رجل ما، تربطه بها مشاعر صادقة من حب وغرام وهيام وعشق. وقد تتزوج حبيبها وقد تبقى عشيقة دون زواج.
العشق من حيث اللغة هو فرط الحب، وهي كلمة عربية نقلت إلى لغات عديدة 

## نبذة
عمومًا، تكون العلاقة مستقرة وشبه دائمة على الأقل، لكن العاشقين لا يعيشان معاً بشكل علني وعادة ما تكون العلاقة سرية. غالبًا ما يساهم العشيق في نفقات معيشتها.
عادة لا تعتبر العشيقة بائعة هوى في حين أن العشيقة، إذا كانت تحتفظ بعلاقة مادية، قد يكون هناك تبادل للمال مقابل العلاقة والفرق الرئيسي هو أن العشيقة تمارس الجنس مع عدد أقل من الرجال وليس هناك مقايضة مباشرة بين المال والفعل الجنسي.
عادة ما تكون هناك علاقة عاطفية وربما اجتماعية بين الرجل وعشيقته، في حين أن العلاقة بين المومس وعميلها هي جنسية بحتة في الغالب. من المهم أيضًا أن يتبع الوضع «المحفوظ» إقامة علاقة غير محددة المدة على عكس الاتفاق على السعر والشروط المحددة قبل أي نشاط مع العاهرة.
من الناحية التاريخية، يشير المصطلح إلى "امرأة محفوظة" إلى امرأة يتم الحفاظ عليها في نمط حياة مريح (أو حتى فخم) من قبل رجل ثري لتكون متاحة لمتعته الجنسية. يمكن لمثل هذه المرأة أن تتحرك بين أدوار العشيقة والمحظية اعتمادًا على وضعها والبيئة.
في العصر الحديث، يتم استخدام كلمة «عشيقة» في المقام الأول للإشارة إلى عشيقة رجل متزوج من امرأة أخرى؛ في حالة الرجل غير المتزوج، من المعتاد التحدث عن «حبيبة» أو «شريكة».
أستُعمل مصطلح «عشيقة» في الأصل كنظير أنثوي محايد لـ "عشيق".
يعتبر هذا النوع من العلاقات محرم في دين الإسلام.

## معرض صور

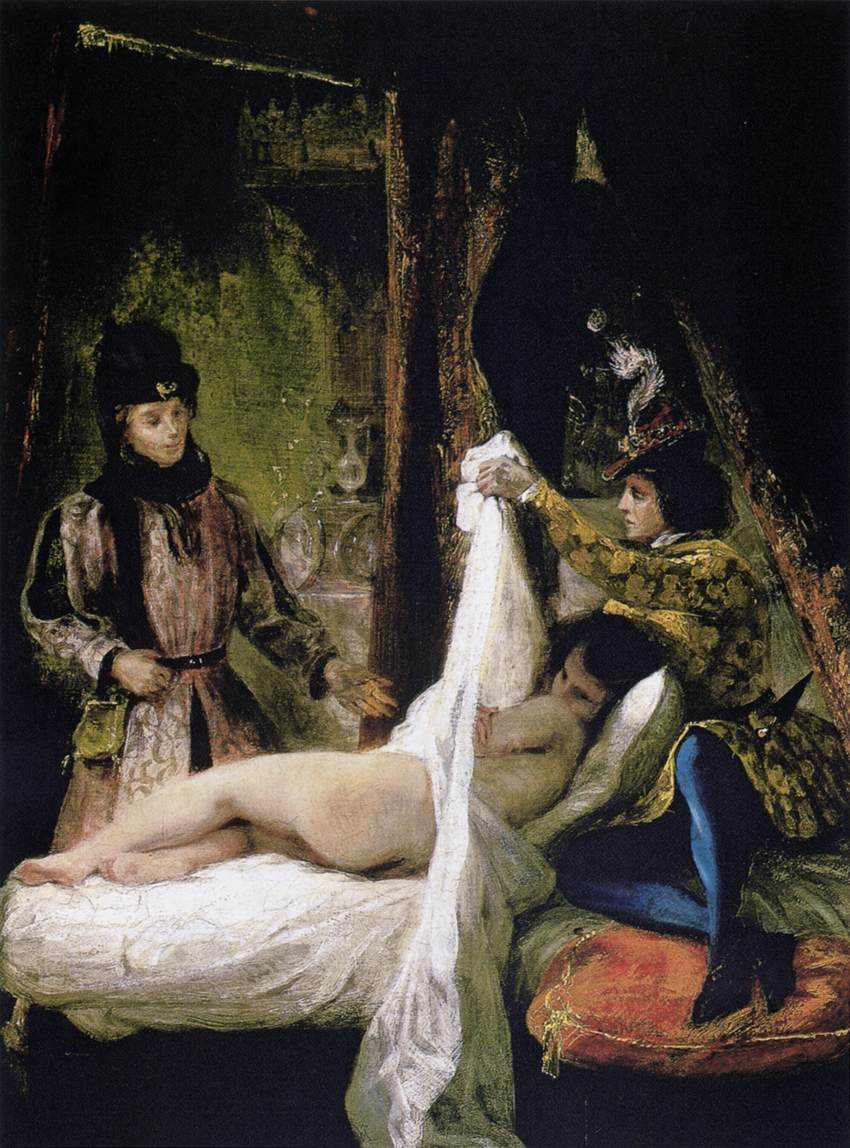
ق. 1825 يوجين ديلاكروا ق. 1825 لوحة لويس دورليانز تظهر عشيقته
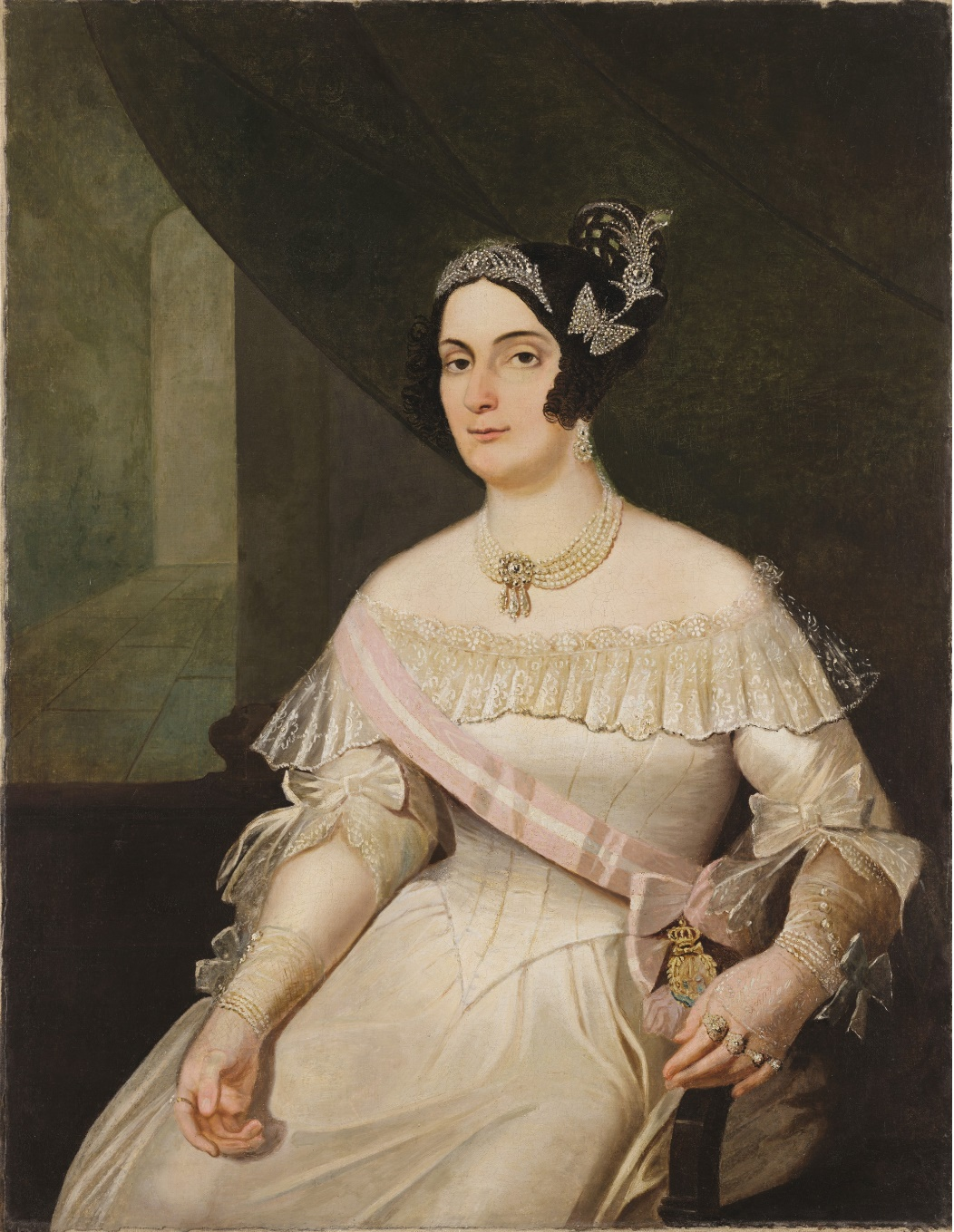
دوميتيلا دي كاسترو ، عشيقة الإمبراطور بيدرو الأول من البرازيل على المدى الطويل
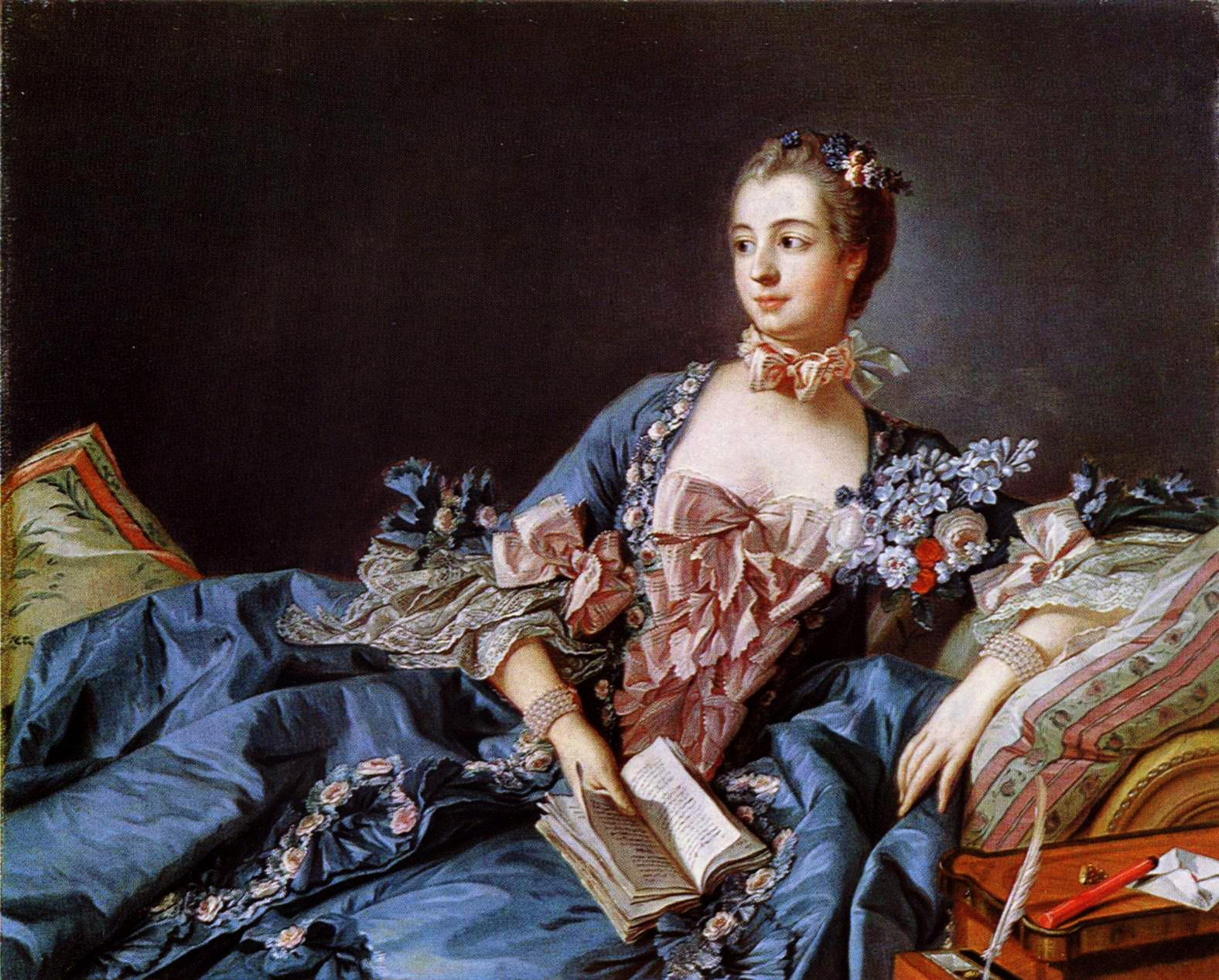
مدام بومبادور ، عشيقة لويس الخامس عشر من فرنسا ، حوالي عام 1750

### اقتباسات
1. ↑  "تعريف وشرح ومعنى كلمة عشق".
2. 1 2  The Free Dictionary. "Mistress". مؤرشف من الأصل في 2020-05-02. اطلع عليه بتاريخ 2012-05-06.
3. ↑  Love-Lessions. "The Role of a Mistress: Is it as Glamorous as it Seems?". مؤرشف من الأصل في 2018-12-29. اطلع عليه بتاريخ 2012-05-06.
4. ↑  Fulbright، Dr. Yvonne K. "FOXSexpert: Is Having a Sugar Daddy Kind of Like Being a Prostitute?". مؤرشف من الأصل في 2012-04-15. اطلع عليه بتاريخ 2012-05-06.
5. ↑  "حكم اتصال الرجل بالمرأة قبل الزواج وتأثيره على الزواج". مؤرشف من الأصل في 2023-06-27.